# Dermatomo (instrumento)

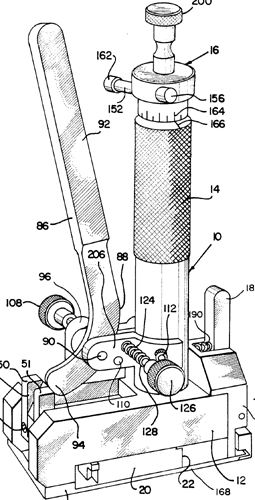
Diagrama de un dermatomo.

Un dermatomo es un instrumento quirúrgico que se utiliza para producir láminas delgadas de piel de un área donante, para usarlas en la realización de injertos de piel. Una de sus principales aplicaciones es la reconstitución de zonas cutáneas dañadas por quemaduras o traumatismos de grado 3.
Los dermatomos se pueden operar de forma manual o eléctrica. Los primeros dermatomos de tambor, desarrollados en la década de 1930, eran operados manualmente. Posteriormente, los dermatomos que eran operados por presión de aire, como el dermatomo Brown, lograron mayor velocidad y precisión. Los dermatomos eléctricos son mejores para cortar tiras de piel más delgadas y más largas con un grosor más homogéneo.

## Cuchillos a mano alzada
Estos son dermatomos manuales y el término cuchillo o bisturí se usa para describirlos. Sus desventajas son la recolección de injertos con bordes irregulares e injertos de espesor variable. Su operador debe tener experiencia en su uso para obtener resultados óptimos.

## Tipos de dermatomos

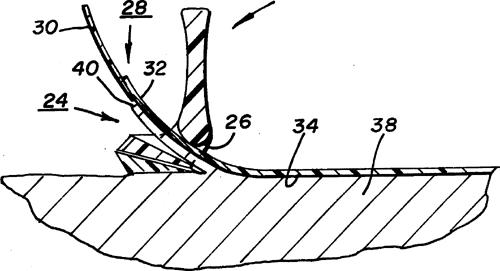
Vista lateral de una cuchilla de dermatomo de tambor (24) que extrae un trozo de piel (38 y 40).

Hay varios tipos de dermatomos, generalmente nombrados en honor a su inventor.

### Cuchillos
- Cuchillo Blair / Brown .
- Cuchillo Humby, similar al cuchillo Blair con la adición de un rodillo ajustable que controla el grosor del injerto tomado.[2]
- Cuchillo Braithwaite .
- Cuchillo Watson, otra versión modificada del cuchillo Braithwaite.
- Cuchillo Cobbett, una versión modificada del cuchillo Braithwaite.
- Cuchillo Goulian / Weck .
- Cuchillo de plata, ideal para la recolección de pequeños injertos.

### Tambor
- El dermatomo Padgett, fue el primer dermatomo manual de tambor rotatorio que se ideó.
- Dermatomo de Reese .

### Eléctrico
- Dermatomo marrón, el primero en ser desarrollado con rotación motorizada, utilizado principalmente para injertos de piel grandes. Funciona eléctricamente.
- Dermatomo de Castroviejo, también operado eléctricamente, es un dermatomo de precisión con una cabeza pequeña y un grosor controlable, que es el más utilizado para injertos de membranas mucosas.

### Aire
- Dermatomo a aire, el dermatomo más utilizado en todo el mundo en la actualidad, utilizado principalmente para grandes injertos de piel.[3]